# Gare de Changchun
La gare de Changchun (chinois : 长春站 ; pinyin : chángchūn zhàn) est une gare ferroviaire située dans le district de Kuancheng à Changchun, dans la province de Jilin, en  République populaire de Chine.

## Situation ferroviaire
Avec la gare de Changchun-Ouest qui a été mise en service en 2014, Changchun est un nœud ferroviaire au nord-est de la Chine. La gare de Changchun desservie par les lignes suivantes :
- Ligne de Pékin à Harbin
- Ligne de Changchun à Tumen
- Ligne de Changchun à Jilin
- Raccordement de Changchun à Changchun-Ouest

## Histoire
La gare de Changchun est créée en 1907, reconstruite en 1994 et rénové en 2014.

## Dessertes
La gare de Changchun est aujourd'hui desservie par 226 trains d'aller-simples chaque jour.
| Les destinations accessibles directes au départ de la gare de Changchun |                                                          |                                                                                  |
| - Les destinations dans chaque cellule sont classées par l'ordre d'alphabet chinois (Pinyin) du nom de la gare. - Les destinations en gras sont desservies par les trains au départ de Changchun. - Les destinations desservies par les trains supplémentaires (numéro K4XXX, Z4XXX ou 3XXX) ne sont pas affichées dans ce tableau. |                                                          |                                                                                  |
| Province | Destination                                              | Destination                                                                      |
| Province | En CRH                                                   | En train classique                                                               |
| Anhui |                                                          | Hefei                                                                            |
| Beijing (Pékin) | Pékin, Pékin-Sud                                         | Pékin, Pékin-Ouest                                                               |
| Chongqing |                                                          | Chongqing, Chongqing-Nord                                                        |
| Fujian |                                                          | Amor, Fuzhou                                                                     |
| Gansu |                                                          | Lanzhou                                                                          |
| Guangdong |                                                          | Dongguan-Est, Guangzhou, Guangzhou-Est, Shenzhen-Ouest                           |
| Guangxi |                                                          | Nanning                                                                          |
| Hainan |                                                          | Haikou, Sanya                                                                    |
| Hebei |                                                          | Handan, Shijiazhuang                                                             |
| Heilongjiang | Harbin-Ouest, Qiqihar                                    | Harbin, Harbin-Est, Jiamusi, Mudanjiang, Suifenghe, Yichun                       |
| Henan |                                                          | Zhengzhou                                                                        |
| Hubei |                                                          | Hankou (Wuhan), Xiangyang                                                        |
| Jiangsu |                                                          | Tangzhou                                                                         |
| Jilin | Changchun-Ouest, Huichun, Jilin, Yanji-Ouest             | Baicheng, Dehui, Gongzhuling, Jilin, Jingyu, Shulan, Songyuan, Taolaizhao, Yushu |
| Liaoning | Dalian, Dalian-Nord, Dandong, Fushun-Nord, Shenyang-Nord | Dalian, Dalian-Nord, Jinzhou, Shenyang, Shenyang-Nord                            |
| Neimenggu |                                                          | Baotou, Chifeng, Hulunbuir (Hailar), Manzhouli, Ulan Hot                         |
| Shaanxi |                                                          | Xi'an                                                                            |
| Shandong | Qingdao                                                  | Ji'nan, Qingdao                                                                  |
| Shanghai | Shanghai-Hongqiao                                        | Shanghai                                                                         |
| Sichuan |                                                          | Chengdu                                                                          |
| Xinjiang |                                                          | Ürümqi                                                                           |
| Yunnan |                                                          | Kunming                                                                          |
| Zhejiang |                                                          | Ningbo, Wenzhou                                                                  |

## Intermodalité

### Gare routière
| Les gares routières proche de la gare de Chengdu |                           |                                               |
| Nom de la gare routière                          | Position géographique     | Principales destination                       |
| Gare routière de Kaixuanlu 凯旋公路客运站        | au nord de la gare        | (Au moins 100 villes au nord-est de la Chine) |
| Gare routière centrale 长春客运中心站            | à 400 m au sud de la gare | (Au moins 100 villes)                         |

### Transport urbain
| Les transports urbains à la gare de Changchun  |                             |                                                                                              |
| Nom d'arrêt                                    | Position géographique       | Les lignes desservies                                                                        |
| Gare de Changchun 长春站                       | sous-sol au sud de la gare  | Ligne 3                                                                                      |
| Gare de Changchun - Nord 长春站北              | sous-sol au nord de la gare | Ligne 4                                                                                      |
| Gare de Changchun 长春站                       | au sud de la gare           | 6, 25, 61, 62, 66, 80, 113, 115, 221, 222, 224, 225, 257, 281, 301, 306, 357, 361, 361b, 362 |
| Sortie Nord de la gare de Changchun 长春站北口 | au nord de la gare          | 16, 88, 178, 243, 245, 246, 274, 288, Ligne touristique du lac Nord                          |